# Amore all'arrabbiata
Amore all'arrabbiata è un film del 1976 diretto da Carlo Veo.

## Trama
Ninetto De Terenzi è un borgataro romano che vive alla giornata, aiutando un avvocato nei suoi intrallazzi e facendo da controfigura a un ingegnere fedifrago; disapprova la relazione che la madre vedova intrattiene con un uomo sposato ed è fidanzato con una brava operaia, che tenta però di tradire con una prostituta. Una notte di Natale, mentre interpreta San Giuseppe in un presepe vivente, la sua ragazza è intenta a occupare la fabbrica: è l'occasione buona per dimostrarle tutto il suo amore.

## Produzione
Ultima regia per il regista e sceneggiatore Carlo Veo.

## Distribuzione
Il film ebbe il visto di censura n. 68.269 l'8 aprile 1976 per una lunghezza di 2.436 metri col divieto ai minori di 18 anni. La prima proiezione avvenne però oltre un anno dopo, l'11 agosto 1977. Venne distribuito anche in Spagna con il titolo Amor a la pimienta verde. Il 25 gennaio 2018 il divieto viene revocato e il film venne dichiarato visibile per tutti. È stato trasmesso in televisione sulle reti Mediaset (Rete 4 e Cine34).

## Colonna sonora
Nella colonna sonora sono presenti le canzoni Sei bellissima, cantata da Loredana Bertè e, nei titoli di testa, Me so magnato er fegato, cantata da Luigi Proietti.